# Holocorynus discedens
Holocorynus discedens är en skalbaggsart som först beskrevs av Sharp 1880.  Holocorynus discedens ingår i släktet Holocorynus och familjen kortvingar. Inga underarter finns listade i Catalogue of Life.